# Tête Blanche (Alpi Pennine)
La Tête Blanche (pron. fr. AFI: [tɛt blɑ̃ʃ]; 3.724 m s.l.m.) è una montagna delle Alpi Pennine lungo la linea di confine tra l'Italia e la Svizzera.

## Descrizione
Dal versante italiano si trova al fondo della Valpelline; dal versante svizzero domina la Val d'Herens. Dal versante italiano si può salire sulla vetta partendo dal Rifugio Aosta. La vetta della montagna rappresenta il punto settentrionale della Valle d'Aosta, la quale infatti si trova interamente al di sotto del 46º parallelo nord.
Il 9 marzo 2024 vi furono uccisi sei scialpinisti (cinque signori e una signora), mentre soffiava un potente favonio accompagnato da una forte nevicata.